# Бомбелли, Себастьяно
Себастьяно Бомбелли (итал. Sebastiano Bombelli; октябрь 1635, Удине — 4 мая 1719, Венеция) — итальянский живописец портретного жанра венецианской школы.

## Биография
Себастьяно Бомбелли родился в Удине, Фриули-Венеция-Джулия на северо-востоке Италии 14 или 15 октября 1635 года (крещён 15 октября). Получил образование под руководством отца, художника Валентино Бомбелли (? —1684), и крёстного отца Джироламо Лугаро. В юности он переехал в Венецию, где начал свою творческую деятельность, изучая произведения венецианских мастеров, в первую очередь Паоло Веронезе, став одним из его преданных ценителей. Он сделал прекрасные копии некоторых картин Веронезе, затем переехал в Болонью, учился в мастерской Гверчино. Около 1665 года он вернулся в Венецию, где оставался до конца своей жизни.
Достижения живописи венецианской школы, в частности художников тенебризма, Бомбелли применил к портретному жанру. Он также побывал во Флоренции, познакомившись с картинами Юстуса Сустерманса.
Его первая сохранившаяся работа датируется 1665 годом, это «Портрет Бенедетто Манджилли» (Удине), картина, в которой видно влияние Бернардо Строцци.
С 1687 по 1700 год Себастьяно Бомбелли был членом «Братства живописцев» (Fraglia dei Pittori). Немощный в последние годы своей жизни, он умер в Венеции 4 мая 1719 года. Его душеприказчиками были любимые племянники Паоло и Джироламо Челотти, оба монахи-сервиты. У Бомбелли был сводный брат Рафаэле, также художник, менее известный, чем Себастьяно, и работавший в районе Фриули.

## Значение творчества
Из многих источников Себастьяно Бомбелли создал собственный барочно-маньеристичный стиль. На его «тенебристских» портретах (с эффектами светотени) персонажи как бы выходят из тени, они тщательно прописаны вплоть до мельчайших деталей лица и одежды, и эффектны в своих праздничных нарядах.
Одним из его многочисленных последователей был Витторе Гисланди, который провёл десять лет в Венеции и имел возможность встретиться и сотрудничать с Бомбелли. Бомбелли также был учителем Доменико и Джованни Баттиста Пароди, сыновей генуэзского скульптора Филиппо Пароди.
Cлава Бомбелли как опытного портретиста распространилась по многим государствам Европы. Oдним из его учеников был Иоганн Готфрид Таннауeр, живописец при дворе российского царя Петра Великого в Санкт-Петербурге. Бомбелли дружил с Лукой Карлеварисом и с молодой и многообещающей художницей Розальбой Каррьерой, яркий портрет которой он написал по случаю своего назначения в Академию Святого Луки. Творчество Бомбелли повлияло и на других художников, в том числе на Алессандро Лонги и Никколо Кассану.
Бомбелли много путешествовал и работал за рубежом, например в Баварии, где изобразил курфюрста Фердинанда Мария Баварского, его жену Генриетту Аделаиду Савойскую, их детей: Марию Анну Витторию Баварскую, Максимилиана II Эммануила Баварского, Иосифа Клеменса Баварского и его брата Максимилиана Филиппа.
В Инсбруке он писал эрцгерцогиню Анну Медичи и дочерей Клавдию Феличиту Австрийскую (вторую жену будущего императора Леопольда I) и Марию Магдалину, для герцогов Брауншвейг-Люнебургских; в Вене он изобразил императора Леопольда I Габсбургского и многих других знатных особ. Во Флоренции, Мантуе и Парме художник также выполнял ответственные заказы. Его мастерская в Венеции была широко известна, и её часто посещали важные персоны, проезжавшие через Венецию, особенно во время карнавала: по этому случаю он изобразил в 1692 году принца Фридриха Датского (будущего короля Фридриха IV).
Себастьяно Бомбелли также был историком искусства: являясь знатоком творчества Паоло Веронезе, он часто выполнял просьбы проверить подлинность работ выдающегося художника, появившихся на рынке.
Одновременно с этим Бомбелли занимался реставрацией картин. Однако чтобы придать блеск старинным произведениям, он использовал лаки, которые с течением времени окислялись, вызывая почернение красочного слоя, что отмечено в исторических источниках, в частности аббатом Ланци.

## Галерея

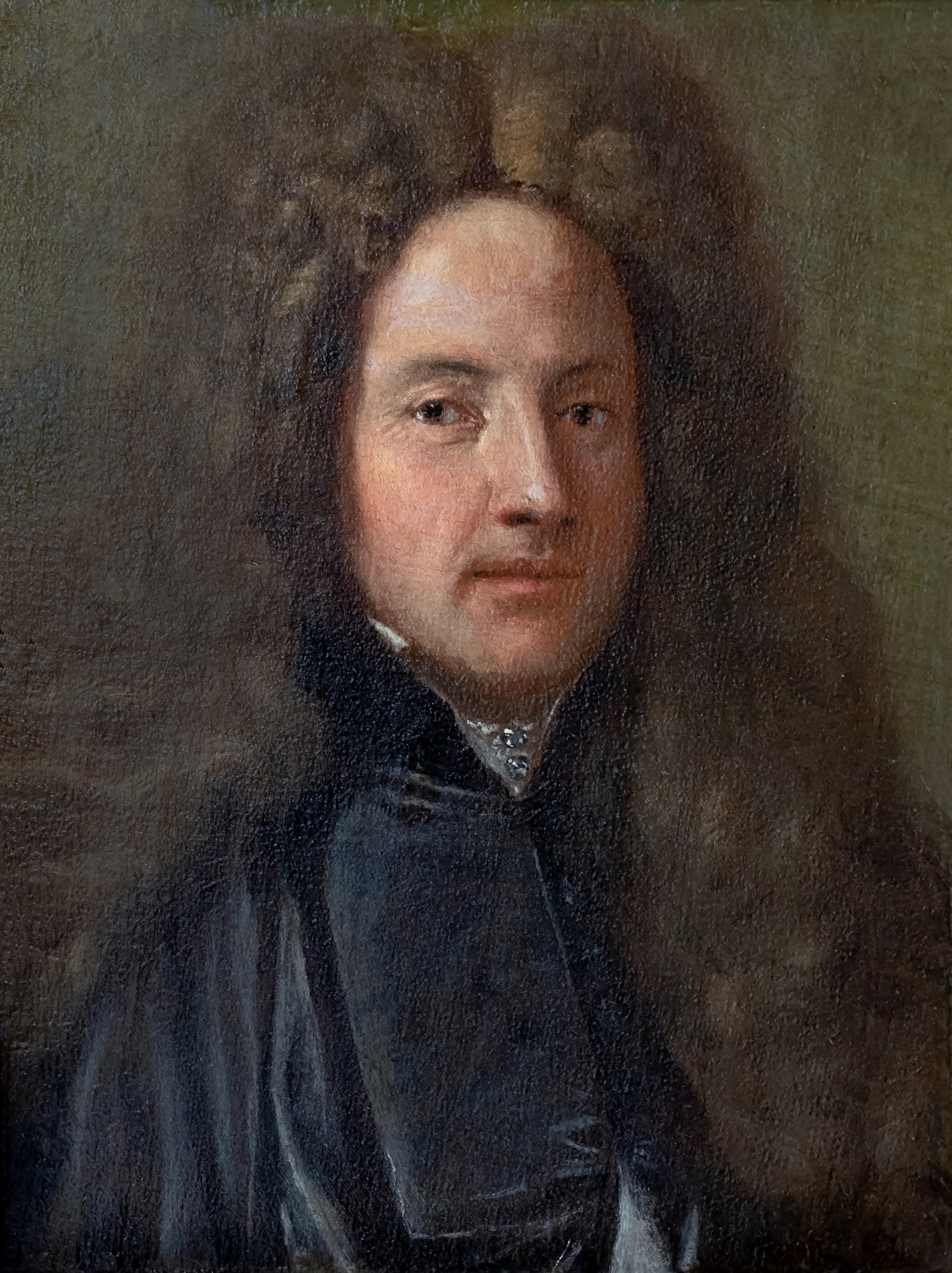
Портрет господина в парике. Ка-Реццонико, Венеция
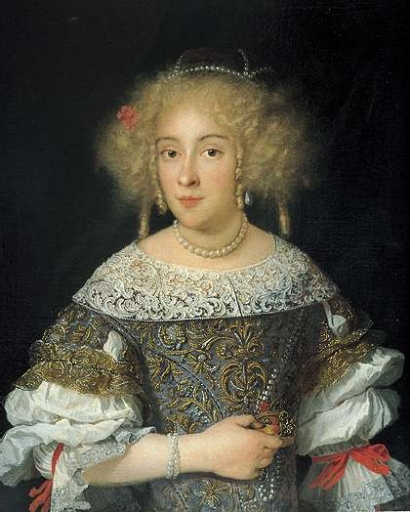
Портрет Изабеллы дель Сера. 1671. Холст, масло. Уффици, Флоренция
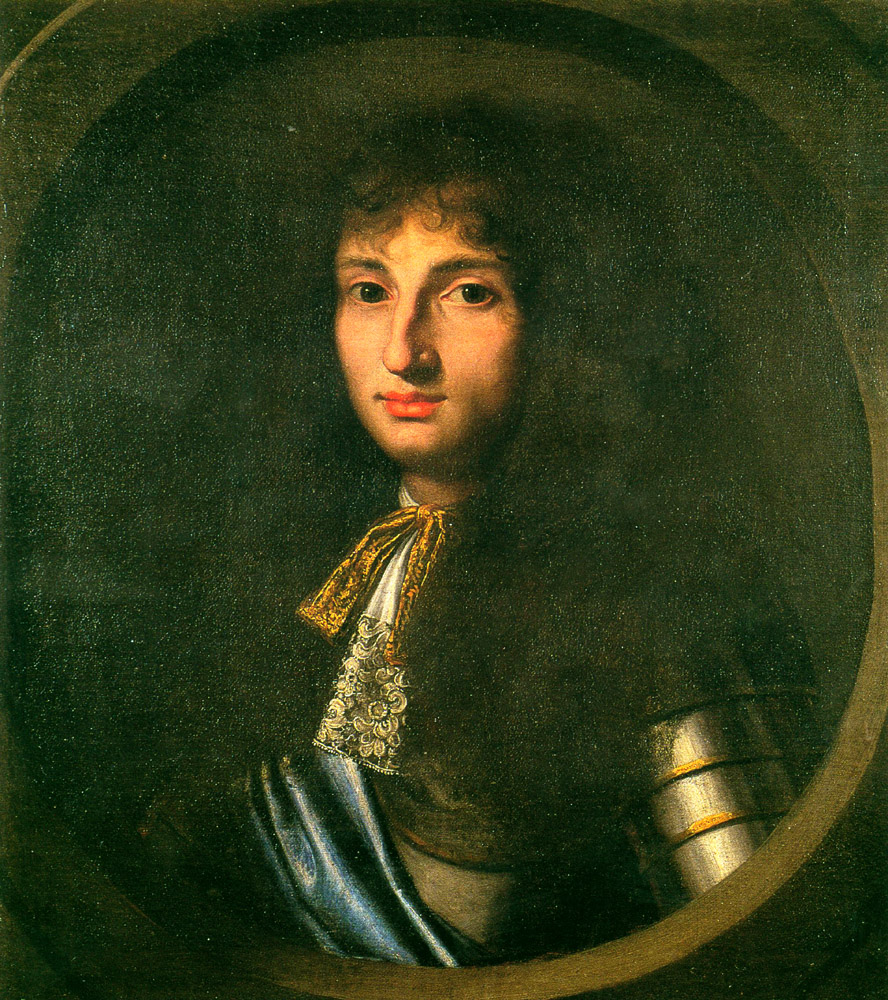
Портрет Франческо Риккати. 1671. Холст, масло. Музей Кастельфранко, Венето
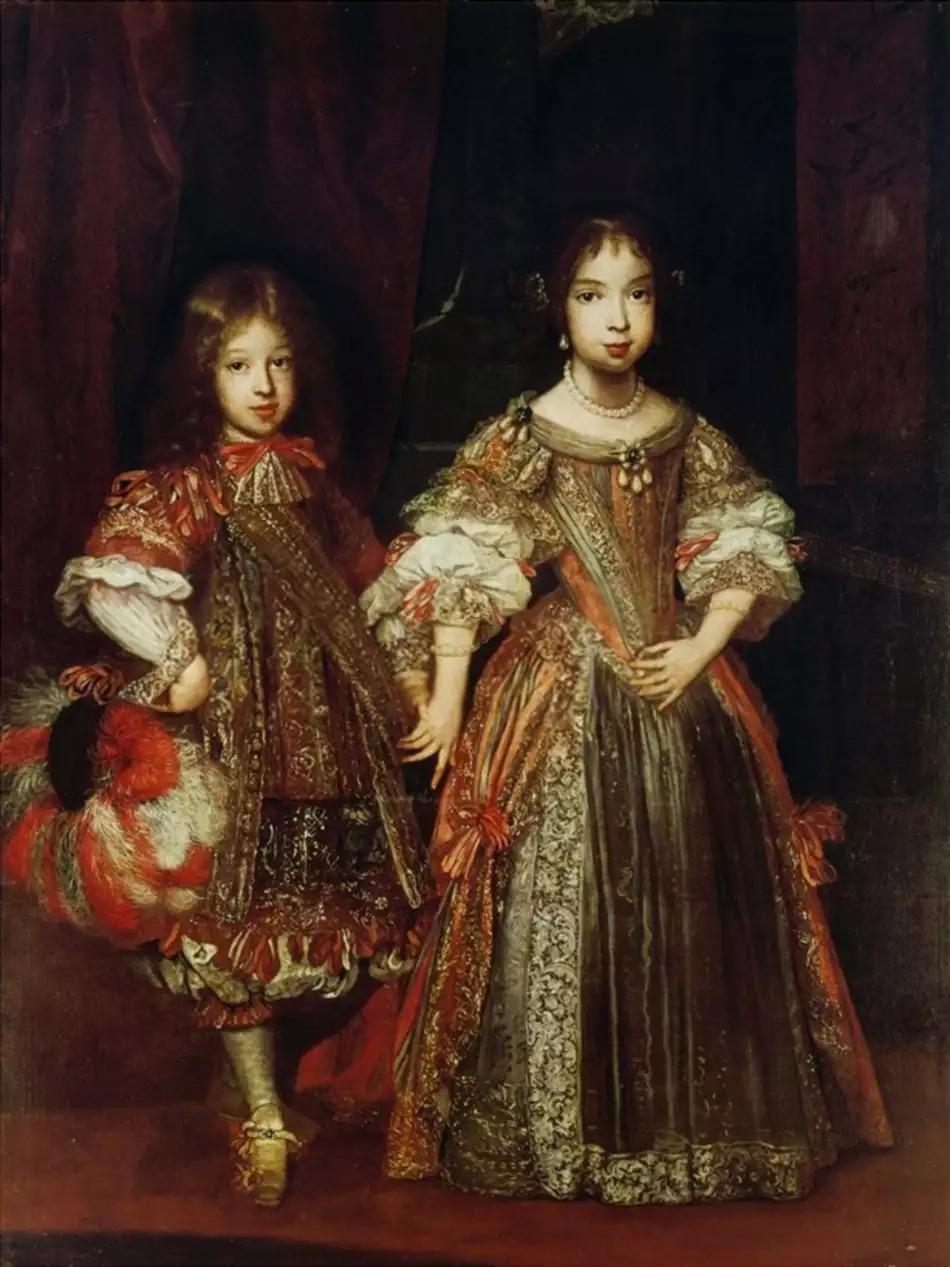
Макс Эммануель Второй и Мария Анна Баварские. Холст, масло. Резиденция, Мюнхен
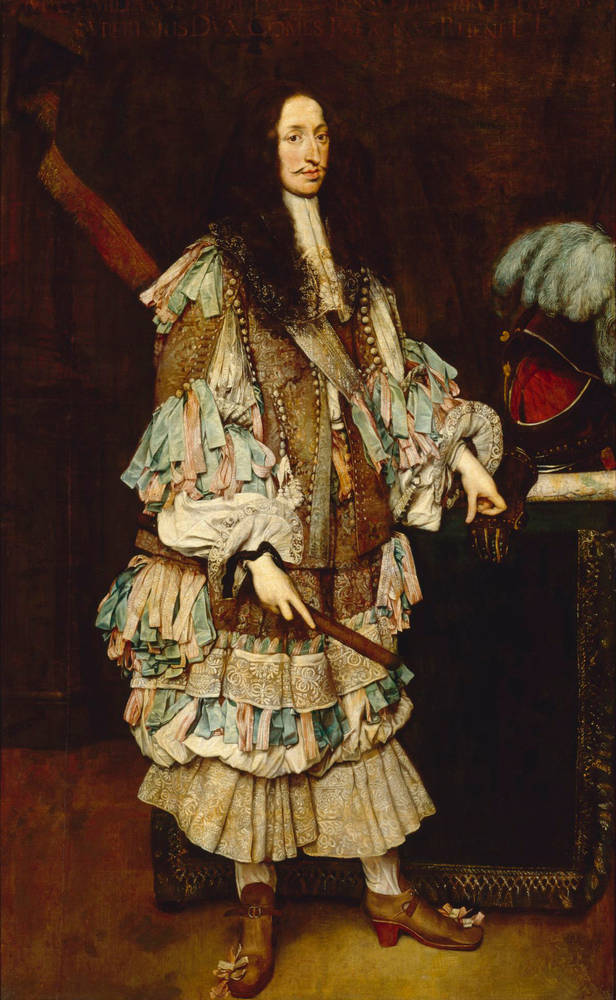
Mаксимилиан Филипп Иероним Баварский-Лейхтенбергский. 1666. Холст, масло. Галерея старых мастеров, Дрезден
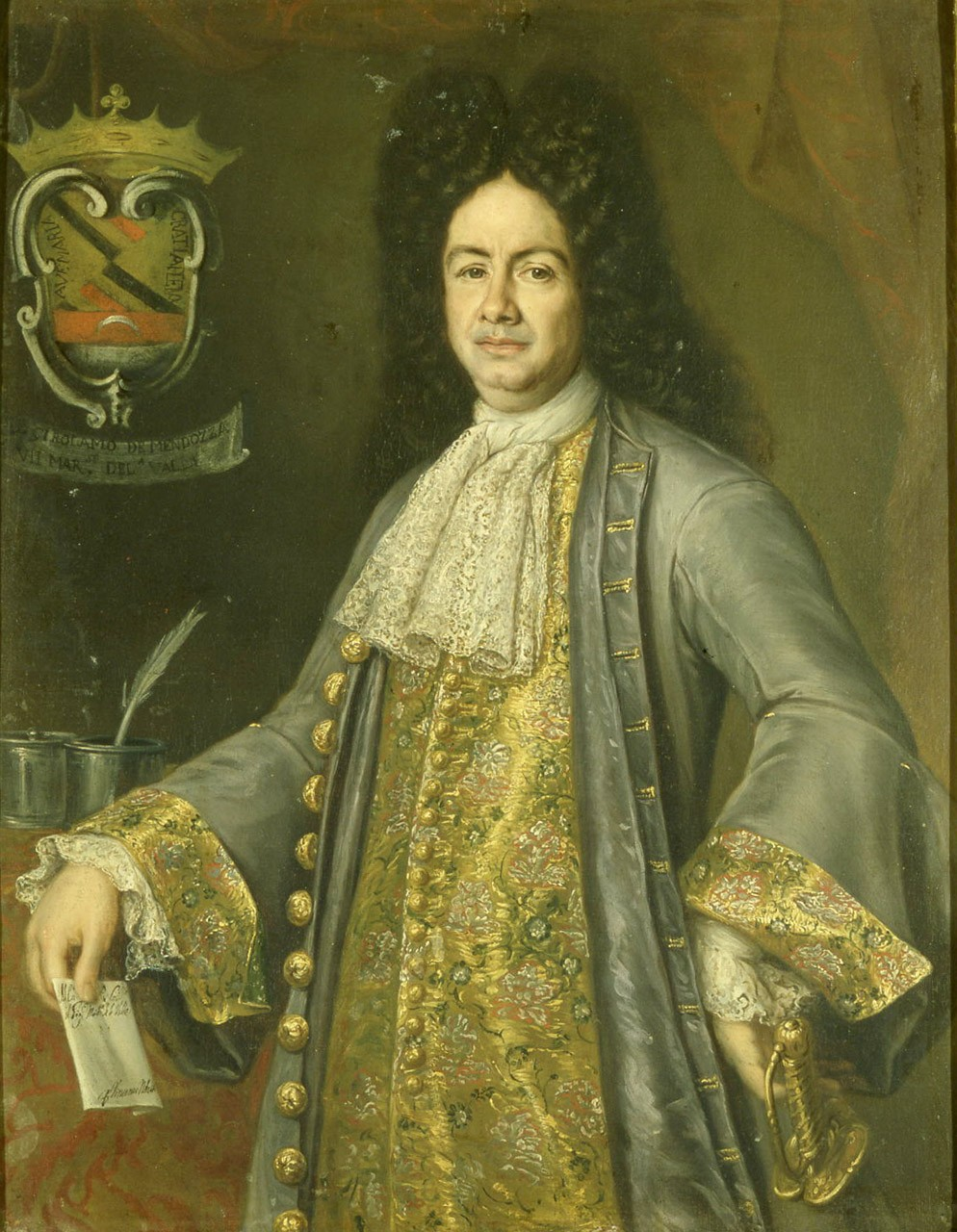
Джироламо де Мендоцца
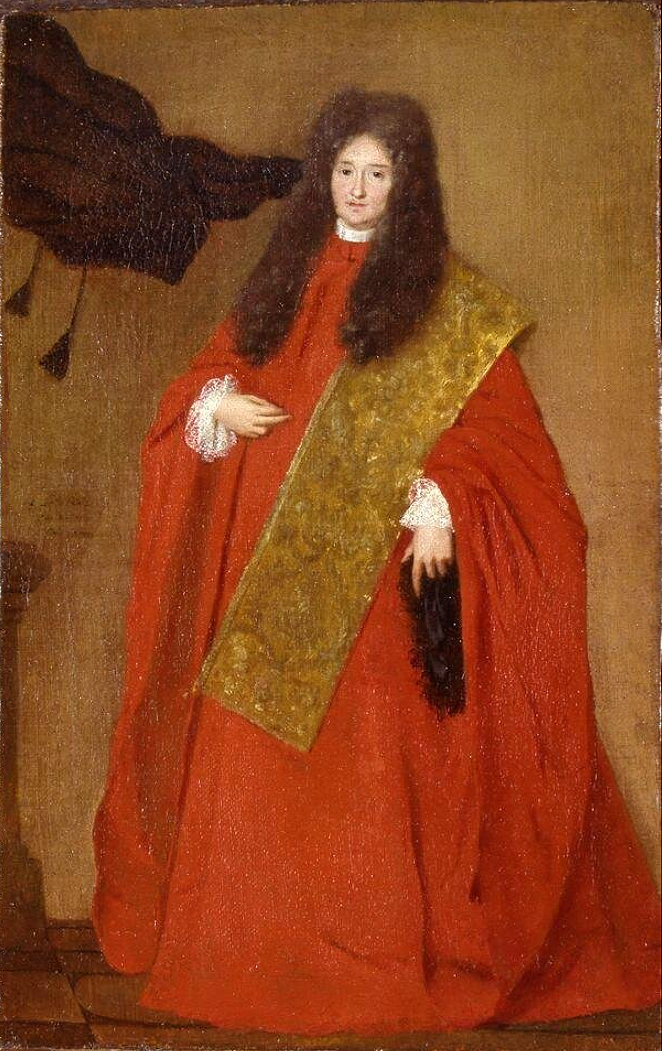
Портрет сенатора Себастьяно Фоскарини. Между 1700 и 1709. Холст, масло. Художественный музей Пикардии, Амьен